# Transformers
|  | Si cerqueu altres usos, vegeu Transformers (Hasbro). |

Transformers és una pel·lícula de ciència-ficció de l'any 2007 dirigida per Michael Bay i produïda per Steven Spielberg. Els protagonistes de la pel·lícula varen ser Shia LaBeouf i l'actriu Megan Fox. Ha estat subtitulada al català.

## Argument
Fa molt de temps que els autobots i els decepticons lluiten entre ells per aconseguir el destí de l'univers. La lluita està en un punt important a la seva arribada a la Terra, on el jove Sam Witwicky (Shia LaBeouf), un jove amb una vida com qualsevol adolescent es converteix en l'última esperança per al seu planeta.
El xic sense voler adquireix a Bumblebee com el seu primer cotxe amb el qui es començarà a viure aventures. Enamorat de sempre de Mikaela (Megan Fox), la seua companya d'escola, aconsegueix amb el pas de la pel·lícula que siga la seua parella enamorant-la. Ajudat per la xica i pels autobots, Sam haurà de trobar un element conegut com "El Cub" que conté l'"Allspar".

## Repartiment
- Shia LaBeouf com a Sam Witwicky
- Josh Duhamel com a Capità William Lennox
- Megan Fox com a Mikaela Banes
- Tyrese Gibson com a Sergent Robert Epps
- Rachael Taylor com a Maggie Madsen
- Anthony Anderson com a Glen Whitmann
- John Turturro com a Agent Seymour Simmons
- Jon Voight com a John Keller
- Michael O'Neill com a Tom Banachek
- Kevin Dunn com a Ron Witwicky, el pare de Sam
- Julie White com a Judy Witwicky, la mare de Sam
- Amaury Nolasco com a ACWO Jorge "Fig" Figueroa
- Zack Ward com a Sergent Primer Donnelly
- W. Morgan Sheppard com a Capità Archibald Witwicky
- Bernie Mac com a Bobby Bolivia
- John Robinson com a Miles Lancaster, el millor amic de Sam
- Travis Van Winkle com a Trent DeMarco, l'ex-xicot de Mikaela
- Glenn Morshower com a Coronel Sharp

## Rebuda
A nivell mundial la pel·lícula va ser la més taquillera del 2007. Va recaptar 709,7 milions de dòlars i, per tant, es va convertir en la segona pel·lícula més taquillera de l'any.

## Premis i nominacions

### Nominacions
- 2008. Oscar a la millor edició de so per Ethan Van der Ryn i Mike Hopkins
- 2008. Oscar al millor so per Kevin O'Connell, Greg P. Russell i Peter J. Devlin
- 2008. Oscar als millors efectes visuals per Scott Farrar, Scott Benza, Russell Earl i John Frazier